# Core Animation
Core Animation ist eine Datenvisualisierungs-API in macOS (ab Mac OS X Leopard 10.5) sowie iOS, um animierte Benutzeroberflächen zu erstellen. Sie wurde auf der WWDC 2006 erstmals vorgestellt.

## Überblick
Core Animation gibt den Entwicklern eine Möglichkeit, animierte Benutzeroberflächen zu erstellen. Der Programmierer gibt den Anfangs- und Endzustand eines Objektes an, und Core Animation übernimmt das tweening. So können mit relativ wenig Aufwand animierte Benutzeroberflächen gestaltet werden, da für die Animation selbst kein Programmcode geschrieben werden muss.
Core Animation kann jedes visuelle Element animieren und bietet die Möglichkeit auf Core Image, Core Video, und andere Quartz-Technologien zuzugreifen. Core Animation kann von einem Grafikprozessor (GPU) profitieren.
Animierte Sequenzen werden in einem separaten Thread ausgeführt, was dem Programm erlaubt, während der Animation noch Daten zu verarbeiten. Dadurch wird die Programmausführung nicht behindert und die Animation kann gestoppt, rückgängig gemacht oder „umgeleitet“ werden, während sie noch in Ausführung ist.